# MKVToolNix
MKVToolNix是一套用於Matroska（MKV）媒体文件的开源工具集合軟體（包括mkvmerge、mkvinfo、mkvextract和mkvpropedit），以 GPLv2协议发布，主要功能為建立、编辑、分切、合併和檢查MKV文件。可在Windows、macOS、Linux和BSD等平台使用，軟體支援多種視訊檔格式。 

## 包含组件
MKVToolNix GUI
用于调用本工具集的用户界面，使用Qt开发。
mkvmerge
合并多个轨道输出一个新的或重新生成MKV文件。
mkvinfo
用于列出MKV文件中包含的轨道。
mkvextract
可將MKV文件中的轨道提取为原格式。
mkvpropedit
允许修改和分析MKV文件的一些属性。

## 支援格式
視頻
AVC、H264、AVI、DRC、MP4、MPG、MPEG、MKV、OGG、MOV和RA。
音訊
AC3、AAC、M4A、MP4、DTS、FLAC、OGG、MP2、MP3、MKA、TTA、WAV和WV。
字幕
SRT、ASS、SSA、USF、XML和IDX。